# Seicercus
Seicercus là một chi chim trong họ Phylloscopidae.
Chi này trước kia được đặt trong họ Lâm oanh nhưng nay được đặt trong họ Phylloscopidae. Chi này có các loài phân bố trong tiểu lục địa Ấn Độ và Đông Á, từ phía bắc Trung Quốc tới Timor trong quần đảo Sundas Nhỏ. Nhiều loài ở phía bắc hơn là chim di cư, sinh sản ở các vùng khí hậu ôn đới và trú đông ở vùng nhiệt đới; những loài khác là những loài di cư theo độ cao, di chuyển từ các ngọn núi xuống trong mùa đông. Một số loài di cư trên một phần của phạm vi sinh sống của chúng và là loài định cư ở vùng khác.

## Các loài
- Seicercus poliogenys - Chích đớp ruồi má xám
- Seicercus affinis - Chích đớp ruồi mày đen/Chích đớp ruồi kính trắng
- Seicercus burkii
- Seicercus tephrocephalus - Chích đớp ruồi mào xám
- Seicercus whistleri
- Seicercus valentini - Chích đớp ruồi Bianchi, chích đớp ruồi mày đen
- Seicercus omeiensis
- Seicercus soror - Chích đớp ruồi đuôi thường

Ba loài dưới đây dường như có quan hệ họ hàng gần với các loài trong chi Phylloscopus hơn là với 8 loài đề cập trên đây. 
- Seicercus castaniceps - Chích đớp ruồi đầu hung, chích vàng đầu hung
- Seicercus grammiceps
- Seicercus montis

## Chuyển đi
Seicercus xanthoschistos nay được đặt trong chi Phylloscopus với danh pháp Phylloscopus xanthoschistos.